# فلم المملكة (مصر)
فيلم المملكة فيلم مصري تسجيلي درامي قصير عن المدينة القديمة في القاهرة.

## نبذة عن الفيلم
في 15 دقيقة هي مدة الفيلم، يستعرض ملامح القاهرة القديمة (القاهرة الفاطمية، الأيوبية، المملوكية، العثماينة). تدور أحداث الفيلم في قالب درامي تسجيلي حول فتاة مصرية «جهاد سليمان» والتي تزور في أحد الأيام القاهرة الأثرية للمرة الأولى وهناك تنجذب بسحر المكان إلى داخله، حيث تقضي كامل النهار تتنقل في زوايا المدينة القديمة وآثارها.
الفيلم تم إنتاجه عن طريق مجموعة من الطلبة في كلية الإعلام جامعة القاهرة، حيث كان هو مشروع التخرج الخاص بالمجموعة لعام 2010. تم عرضه للمرة الأولى في شهر أغسطس في مسابقة مشاريع التخرج، حيث خصل على المركز الثالث من إجمالي مشاريع قسم الإذاعة والتلفزيون. بعد عام تم اختيار الفيلم في مهرجان هوليوود لأفلام الطلبة في نوفمبر 2011م وقد حصل الفيلم في ذلك المهرجان على جائزة أفضل فيلم تسجيلي أجنبي لعام 2011 بالمنافسة مع العديد من الأفلام الأوروبية والأمريكية إضافة إلى أحد عشر فيلم إسرائيلي. كان الفيلم هو الفيلم الوحيد الناطق باللغة العربية خلال هذا العام من المهرجان.

## الضجة الإعلامية
أحدث فوز الفيلم بجائزة هوليوود رد فعل واسع في الإعلام المصري حيث تم تسليط الضوء على نجاح الفيلم في مهرجان دولي في الوقت الذي لم يحظ بالقدر ذاته من الاهتمام على الصعيد المحلي، وقد تم استضافة صناع الفيلم في عدد من القنوات الفضائية مع مجموعة من مقدمي البرامج اللامعين في مصر مثل برنامج العاشرة مساء للمذيعة منى الشاذلي وبرنامج آخر كلام للمذيع يسري فودة بالإضافة للعديد من البرامج الأخرى. كما نشرت الصحف المصرية أخبارا تتعلق بفوز الفيلم دوليا في مهرجان هوليوود وكتب مجموعة من النقاد السينمائيين مقالات نقدية حول الفيلم.

## فريق العمل
يضم فريق الفيلم أربعة عشرة طالبا وطالبا من كلية الإعلام، تم توزيع الأدوار الإنتاجية والفنية بينهم. فقد كان مخرج الفيلم محمد رفعت، والمنتج الفني أحمد شلبي، وقام بأداء دور التقديم جهاد سليمان ومن تصوير أكرم ممدوج وصالح هواش بالإضافة إلى مساعدي المخرج والمنتج والتصوير والمونتاج.

## الأبعاد السياسية
ألقى الفيلم ببعض الظلال السياسية على الواقع المصري برغم من ابتعاد مضمونه عن السياسة. حيث كان عرضه وفوزه بجائزة مهرجا هوليوود في الولايات المتحدة في نفس العام الذي قامت فيه الثورة المصرية، بل وتزامن عرضه مع فترات التوتر السياسي خلال الفترة الانتقالية لحكم المجلس العسكري في مصر، وقد تم الاحتفاء به بشكل كبير في مصر كونه أحد النماذج الناجحة للشباب المصري بعد الثورة. وتم ربط إنجاز الفيلم بالحالة المصرية عموما في كتابات النقاد السينمائيين أو البرامج الحوارية في الفضائيات. خاصة لأنه الفسلم المصري الوحيد الذي استطاع دخول المنافسة في سباق مع أفلام طلاب إسرائيليين وأمريكيين وأوروبيين.